# Аєша (роман)
«Аєша: Повернення Її» (англ. Ayesha, the Return of She) — пригодницько-фентезійний роман британського письменника Генрі Райдера Гаґґарда, продовження роману «Вона».

## Історія
Хронологічно за описом подій це останній роман із серій «Аєша» (і другий в цій серії) та «Аллан Кватермен». Роман присвячено другові письменника — Ендрю Ленгу. Ім'я Аєша (Аїша) — дружина мусульманського пророка Мухаммеда.
Спочатку вийшов частинами в журналі «Віндзор» № 120—130 (грудень 1904— жовтень 1905 років), проілюстрований Морісом Грайфенхагеном. 1905 року окремою публікацією надруковано видавництвом «Ward, Lock & Co.». 1977 року його опубліковано як 14-й том видавничою компанією «Ньюкасл» в серії «Бібліотека забутої фентезійної літератури Нькасла».

## Сюжет
У пролозі книги анонімний Редактор отримує посилку. Відкриваючи її, він знаходить лист Горація Холлі з вкладеним рукописом, де розповідається про пригоди Холлі та його названого сина Лео Вінса
Після подій роману «Вона» Горацій та Лео (коханий Аєши) повернулися до Великої Британії. Лео сумує за втраченим коханням Аєши, яка змінилася або зникла глибоко в горах Кор в Африці. Лео настільки зневірений, що розмірковує про самогубство, вважаючи Аєшу загиблою.
Яскравий сон про Аєшу повертає Лео надію. Він розповідає Холлі, що має намір поїхати до Середньої Азії, щоб знайти зображення анкха, яке з'явилося уві сні. Горацій, спочатку скептично налаштований, незабаром отримує знак анкха і погоджується ххати разом.
Минало 20 років в марних пошках. Однако разу Лео і Горацій знаходять буддійський монастир, який з'явився уві сні останнього, ченці якого приймають мандрівників на зиму. Голова ченців Коу-Енн розповідає їм про вулкан і дивну секту, якою керує жриця в таємній долині над горами. Лео і Горацій вирушають у дорогу. На шляху над горою бачать палаючий анкх, після чого спускаючись в долину потрапляють під лавину, відякої рятуються в крижаній воді. Їх витягує дивна вродлива жінка та шаман.
Жінку зовуть Атена, що є ханією (співцарицею) таємничого царства Калун, яке в давнину заснували вояки Олександра Македонського, залишені тут. Мешканці поклоняються «духу природи» і живуть упротистоянні з Гесеєю, жрицею Геса, що мешкає на вулкані.
Атена закохується в Лео. Але вона у шлюбі за ханом Рассаном, з яким одружилася лише для того, щоб припинити громадянську війну та об'єднати свій народ. Розваги Рассана включають полювання на людей з коней та пияцтві. Лео вважає, що Атена може бути Аєшею.
Лео і Горацій приходять до думки, що Аєша і є Гесея, оскільки на вершині вулкана є масивне природне скельне утворення у формі анкх. Гесея наказує прислати мандрівників до неї, або почнеться війна. Атена не бажає відпускати Лео, але за допомогою Рассана вони тікають. На шляху до Гесеї на них підступом нападає Рассан. Після запеклої сутички Лео вбиває Рассана.
Лео і Гораційкрокують далі, де їх перестрівають слуги Гесеї, що відводять до гірського храму.тут жриці Гесеяповідомляє, що вона справді Аєша. Виявляється Аєша, ховаючись в горах Кор, згодом перенеслася до гір Тибету, де опинилася на вулкані. При цьому зникла її краса, передлео стара висохла жінка. Вона все ще бажає керувати світом. Для цього навчилася перетворювати залізо на золото, їй підвладні духи й демони. Також Аєша повідомляє, що Атена є реінкарнацією давньоєгипетської принцеси Аменартат (давнього ворога Аєши), яка полюбила жреця Ісіди на ім'я Калікрат, реінкарнацією якого є Лео. Сама Аєша є реінкарнацією богині Ісіди.
В цей час прибуває Атена на похорон Рассана, а потім кидає виклик Аєши, б'ючись за Лео. Втім тойоголошує про кохання до Аєши. В цей час таємнича життєва сила у вулкані простягає руку і охоплює Аєши, що повертає собі колишню красу і молодість. На дякузаце Аєша обіцяє Лео повернення до Африки, безсмерття та керування світом. Лео бажає якамога швидше одружитися з Аєшою, але та прохає зачекати відпорвідної пори року. Поступово Лео все більше жахається жорстокої вдачі коханої.
Атена кидає виклик Аєши, вимагаючи стати на герць. Цим виманює ту згори, а поітм, використовуючи магію захоплює Лео і Горація. У відповідь Аєша на чолі армії нападає на Калун, знищуючи військо Атени та захоплюючи її державу. Атена випиває отруту, а Лео вмовляє кохатися з Аєшою, на що та погоджується. Але її сила занадто велика, тому Лео гине. Разом з тілом останнього Аєша повертається до вулкану, де разом з померлим кидається до жерлай гине. Гораціо повертається до Великої Британії.

## Екранізація
- У 1935 році усі 3 книги серії про Аєши були адаптовані у фільмі «Вона».
- 1968 року вийшов фільм «Жінка з минулого», який є вільною адаптацією романа.
- У фільмі «Вона» 2001 року більшість подійвзято з роману «Аєша».